# The Silent Sun
 (juillet 2025).
Si vous disposez d'ouvrages ou d'articles de référence ou si vous connaissez des sites web de qualité traitant du thème abordé ici, merci de compléter l'article en donnant les références utiles à sa vérifiabilité et en les liant à la section « Notes et références ».
Single de Genesis
A Winter's Tale / One Eyed Hound
The Silent Sun est une chanson du groupe britannique Genesis sorti en 1968.
Il s'agit de la première chanson enregistrée du groupe, qui a signé chez le label Decca. Elle est produite par Jonathan King et d'abord parue en single en février 1968, puis intégrée à leur premier album From Genesis to Revelation en mars de l'année suivante.
Le single, tout comme l'album, est un échec commercial. Taxé de musique religieuse, cela tant à cause du nom du groupe Genesis que du titre de l'album From Genesis to Revelation. Le groupe ne rencontrera le succès qu'au début des années 1970 à partir de leur deuxième album Trespass. 
Il est réédité en quantités très limitées en juillet 2006 sur un CD single sous le titre « The Silent Sun 2006 », avec When The Sour Turns To Sweet 2006 à l'origine en face B du 45 tours. Les versions de ce CD-single sont des versions remix / remaster, également disponibles sur la réédition 2006 du premier album du groupe

## Musiciens
- Peter Gabriel : chant
- Tony Banks : piano, chœurs
- Anthony Phillips : guitare acoustique, chœurs
- Michael Rutherford : basse, chœurs
- Chris Stewart : batterie